# Xu Shuangshuang
Xu Shuangshuang (chinesisch 許雙雙, Pinyin Xǔ Shuāngshuāng; * 6. April 1996 in Chongqing) ist eine chinesische Leichtathletin, die sich auf den Hindernislauf spezialisiert hat und zu Beginn ihrer Karriere vor allem im Mittelstreckenlauf an den Start ging.

## Sportliche Laufbahn
Erste internationale Erfahrungen sammelte Xu Shuangshuang bei den Jugendweltmeisterschaften 2013 in Donezk, bei denen sie über 1500 Meter in der ersten Runde ausschied und im 3000-Meter-Lauf mit 9:44,83 min den zehnten Platz belegte. 2014 wurde sie bei den Juniorenasienmeisterschaften in Taipeh Sechste über 800 Meter und gewann in 4:28,78 min die Bronzemedaille im 1500-Meter-Lauf. 2018 nahm sie erstmals an den Asienspielen in Jakarta teil, bei denen sie in 9:47,42 min auf Platz fünf einlief. Im Jahr darauf gewann sie bei den Asienmeisterschaften in Doha in 9:51,76 m die Silbermedaille hinter der Bahrainerin Winfred Mutile Yavi. Sie qualifizierte sich auch für die Weltmeisterschaften ebendort im Oktober, bei denen sie mit 9:42,23 min in der Vorrunde ausschied. 2021 qualifizierte sie sich im Hindernislauf für die Teilnahme an den Olympischen Sommerspielen in Tokio und verpasste dort mit 9:34,92 min den Finaleinzug.
2022 startete sie bei den Weltmeisterschaften in Eugene und schied dort mit 9:39,17 min im Vorlauf über 3000 m Hindernis aus. Im Jahr darauf gewann sie bei den Asienmeisterschaften in Bangkok in 9:44,54 min die Silbermedaille im Hindernislauf hinter der Inderin Parul Chaudhary und über 1500 Meter gelangte sie mit 4:18,84 min auf Rang vier. Im August wurde sie bei den World University Games in Chengdu in 10:24,15 min Elfte. 2024 nahm sie erneut an den Olympischen Sommerspielen in Paris teil und kam dort mit 9:43,50 min nicht über die Vorrunde hinaus. Im Jahr darauf belegte sie bei den Asienmeisterschaften in Gumi in 10:04,96 min den achten Platz.
In den Jahren 2018 und 2020 sowie 2021 und 2024 wurde Xu Chinesische Meisterin über 3000 m Hindernis. Zudem siegte sie 2020 auch im 5000-Meter-Lauf und 2023 in der 4-mal-800-Meter-Staffel. Sie absolvierte ein Studium an der Jiaotong-Universität Shanghai.

## Persönliche Bestleistungen
- 800 Meter: 2:10,48 min, 27. Mai 2012 in Zibo
- 1500 Meter: 4:17,67 min, 3. September 2017 in Tianjin
  - 1500 Meter (Halle): 4:25,49 min, 12. März 2024 in Jinan
  - Meile (Halle): 4:33,53 min, 15. Februar 2019 in Seattle (chinesischer Rekord)
- 3000 Meter: 9:00,50 min, 1. Februar 2020 in Seattle
- 5000 Meter: 15:26,44 min, 9. Juli 2019 in Azusa
- 2000 m Hindernis: 6:21,85 min, 1. September 2019 in Berlin (chinesische Bestleistung)
- 3000 m Hindernis: 9:30,39 min, 13. Juni 2021 in Shaoxing